# Paracrptopgonimus americanus
Paracrptopgonimus americanus är en plattmaskart. Paracrptopgonimus americanus ingår i släktet Paracrptopgonimus och familjen Cryptogonimidae. Inga underarter finns listade i Catalogue of Life.